# Ingvar Hirdwall
Lars Ingvar Hirdwall, född 5 december 1934 i S:t Görans församling i Stockholm, död 6 april 2023 i Stockholm, var en svensk skådespelare. Hirdwall gjorde åtskilliga roller såväl på film och TV som på teatern, framförallt Stockholms stadsteater. Många av filmrollerna var i filmer regisserade av Lars Molin och Bo Widerberg. Han var även känd för rollen som den rödhårige grannen Valdemar med stödkrage i Beckfilmerna och för rollen som Jan i Skrolycka i Lars Molins Kejsarn av Portugallien.

## Biografi
Hirdwall växte upp i ett arbetarhem i Norra Ängby (på Hirdvägen), i ett av de typiska egnahemshusen i Bromma. Han gick ut folkskolan som femtonåring, var elektriker i fem år för att därefter påbörja studier på Teaterhögskolan i Göteborg.
Hirdwall spelade år 1976 Mannen på taket i Beckfilmen med samma namn och spelar Martin Becks granne i de senaste Beckfilmerna.
År 2003 belönades Hirdwall med en Guldbagge för bästa manliga biroll för filmen Om jag vänder mig om, samt 2004 med Svenska Akademiens teaterpris. Sommaren 2006 spelade Hirdvall tillsammans med sin hustru i Ibsens Peer Gynt på scenen i teaterladan i Sunne och under hösten 2006 innehade han huvudrollen i Stockholms stadsteaters uppsättning av Harold Pinters verk Hemkomsten.
Hirdwall avled den 6 april 2023, vid 88 års ålder, genom självmord.
Hirdvall är begravd på Bromma kyrkogård.

## Familj
Ingvar Hirdwall var först gift 1964–1972 med skådespelaren Margita Ahlin och de fick en son, regissören Jacob Hirdwall. Han var sedan gift från 1975 till sin död med skådespelaren Marika Lindström och de fick en dotter, skådespelaren Agnes Hirdwall.

## Priser och utmärkelser
- 1981 – Guldbaggen för bästa manliga huvudroll i Barnens ö
- 1993 – Svenska Dagbladets Thaliapris
- 2002 – Gösta Ekman-stipendiet
- 2003 – Guldbaggen för bästa manliga biroll i Om jag vänder mig om
- 2003 – Expressens teaterpris
- 2004 – Svenska Akademiens teaterpris
- 2005 – Litteris et Artibus
- 2006 – Teaterförbundets guldmedalj för "utomordentlig konstnärlig gärning"

## Filmografi
- 1962 – Trängningen
- 1963 – Min kära är en ros
- 1963 – Kvarteret Korpen
- 1965 – Mitt arv efter morbror
- 1965 – För vänskaps skull
- 1965 – Farlig kurs (TV-serie)
- 1971 – Spelaren
- 1972 – Sandlådan
- 1972 – Ett nytt liv (TV-serie)
- 1973 – Förlorarna (TV-film)
- 1974 – Gustav III
- 1974 – Sanna kvinnor
- 1976 – Mannen på taket
- 1976 – Engeln (TV-serie)
- 1977 – Hammarstads BK (TV-serie)
- 1978 – Hedebyborna (TV-serie)
- 1978 – Rikedom
- 1979 – Godnatt, jord (TV-serie)
- 1980 – Nattvandraren (TV-teater)
- 1980 – Jackpot (TV-film)
- 1980 – Barnens ö
- 1980 – Rött och svart
- 1980 – Ett drömspel
- 1981 – Drottning Kristina (TV-pjäs)
- 1981 – Som enda närvarande (TV-teater)
- 1981 – Babels hus (TV-serie)
- 1982 – Dom unga örnarna
- 1982 – Pelikanen
- 1983 – Midvinterduell (TV-film)
- 1983 – Savannen
- 1983 – Mäster Olof (TV-serie)
- 1983 – Berget på månens baksida
- 1984 – Mannen från Mallorca
- 1985 – August Strindberg: Ett liv (TV-serie)
- 1985 – Korset (TV-serie)
- 1985 – Det är mänskligt att fela
- 1986 – Fläskfarmen (TV-film)
- 1986 – Kunglig toilette (TV-film)
- 1986 – Sammansvärjningen (TV-serie)
- 1987 – Ondskans år
- 1989 – Tre kärlekar (TV-serie)
- 1989 – Miraklet i Valby
- 1989 – 1939
- 1990 – Honungsvargar
- 1992 – Kejsarn av Portugallien
- 1992 – Kvällspressen (TV-serie)
- 1992 – Long Weekend
- 1993 – Tomtemaskinen (julkalender)
- 1994 – Onkel Vanja
- 1995 – Pensionat Oskar
- 1995 – Mördande intelligens
- 1996 – Zonen (TV-serie)
- 1996 – Juloratoriet
- 1996 – Torntuppen (TV-serie)
- 1996 – Potatishandlaren (TV-film)
- 1996 – Ett sorts Hades
- 1997 – Emma åklagare (TV-serie)
- 1997 – Tartuffe – hycklaren
- 1997 – En kvinnas huvud
- 1997 – Beck
- 1997 – Beck – Mannen med ikonerna
- 1997 – Beck – Pensionat Pärlan
- 1997 – Beck – Monstret
- 1997 – Beck – Spår i mörker
- 1998 – Beck – Vita nätter
- 1998 – Beck – Öga för öga
- 1998 – Beck – The Money Man
- 1998 – Den tatuerade änkan (TV-serie)
- 1998 – Skärgårdsdoktorn (TV-serie)
- 1999 – Ivar Kreuger (TV-serie)
- 2000 – På Europaväg 6
- 2001 – Anderssons älskarinna
- 2001 – Mulles skatt
- 2001 – Beck – Hämndens pris
- 2001 – Beck – Mannen utan ansikte
- 2001 – Beck – Kartellen
- 2001 – Beck – Enslingen
- 2001 – Beck – Okänd avsändare
- 2001 – Beck – Annonsmannen
- 2001 – Beck – Pojken i glaskulan
- 2001 – Beck – Sista vittnet
- 2003 – Om jag vänder mig om
- 2003 – Miffo
- 2003 – Mamma pappa barn
- 2004 – Fastighetsskötaren
- 2005 – Mun mot mun
- 2005 – Deadline Torp (TV-serie)
- 2006 – Möbelhandlarens dotter (TV-serie)
- 2006 – Den enskilde medborgaren
- 2006 – Offside
- 2006 – Beck – Skarpt läge
- 2006 – Beck – Flickan i jordkällaren
- 2006 – Beck – Gamen
- 2006 – Beck – Advokaten
- 2007 – Beck – Den japanska shungamålningen
- 2007 – Beck – Den svaga länken
- 2007 – Beck – Det tysta skriket
- 2007 – Beck – I Guds namn
- 2009 – Stormen (TV-serie)
- 2009 – Män som hatar kvinnor
- 2009 – Beck – I stormens öga
- 2010 – Beck – Levande begravd
- 2013 – Wallander – Den orolige mannen
- 2015 – Beck – Rum 302
- 2015 – Beck – Familjen
- 2015 – Beck – Invasionen
- 2015 – Beck – Sjukhusmorden
- 2015 – Miraklet i Viskan
- 2016 – Beck – Gunvald
- 2016 – Beck – Steinar
- 2016 – Beck – Vägs ände
- 2016 – Beck – Sista dagen
- 2018 – Beck – Ditt eget blod
- 2018 – Beck – Den tunna isen
- 2018 – Beck – Utan uppsåt
- 2018 – Beck – Djävulens advokat
- 2020 – Beck – Undercover
- 2020 – Beck – Utom rimligt tvivel
- 2021 – Beck – Döden i Samarra
- 2021 – Beck – Den förlorade sonen
- 2021 – Beck – Ett nytt liv
- 2022 – Beck – Rage Room
- 2022 – Beck – 58 minuter
- 2022 – Beck – Den gråtande polisen
- 2022 – Beck – Dödsfällan
- 2023 – Beck – Quid Pro Quo
- 2023 – Beck – Inferno
- 2023 – Beck – Dödläge

## Teater

### Roller (ej komplett)
| År   | Roll                      | Produktion                                                                            | Regi              | Teater                       |
| ---- | ------------------------- | ------------------------------------------------------------------------------------- | ----------------- | ---------------------------- |
| 1959 |                           | Naken kvinna med violin (Nude with Violin) Noël Coward                                | Olof Bergström    | Göteborgs stadsteater        |
| 1965 | Action                    | West Side Story Leonard Bernstein, Stephen Sondheim och Arthur Laurents               | Rikki Septimus    | Oscarsteatern                |
| 1973 | Arne, tränare             | IK Kamraterna Sigvard Olsson och Fred Hjelm                                           | Fred Hjelm        | Stockholms stadsteater       |
| 1974 | Eremiten                  | Bara på låtsas (Next Time I'll Sing To You) James Saunders                            | Yngve Nordwall    | Statens scenskola i Göteborg |
| 1979 | Platonov, lärare          | Platonov (Платонов, Platonov) Anton Tjechov                                           | Otomar Krejča     | Stockholms stadsteater       |
| 1985 | Attachén                  | Herr Puntila och hans dräng Matti (Herr Puntila und sein Knecht Matti) Bertolt Brecht | Fred Hjelm        | Stockholms stadsteater       |
| 1987 | George                    | Möss och människor (Of Mice and Men) John Steinbeck                                   | Fred Hjelm        | Stockholms stadsteater       |
| 1997 | Doc                       | West Side Story Leonard Bernstein, Stephen Sondheim och Arthur Laurents               | Richard Herrey    | Oscarsteatern                |
| 2000 | Gamle Ekdal               | Vildanden Henrik Ibsen                                                                | Stefan Larsson    | Dramaten                     |
| 2001 | Gepetto                   | Pinocchio Carlo Collodi                                                               | Agneta Ehrensvärd | Dramaten                     |
| 2002 | Osip, Chlestakovs betjänt | Revisorn (Ревизор, Revizor) Nikolaj Gogol                                             | Wilhelm Carlsson  | Chinateatern                 |
| 2004 | Albert Carlsson           | Din stund på jorden Vilhelm Moberg                                                    | Leif Stinnerbom   | Stockholms stadsteater       |
| 2005 | Harry                     | Balansgång (A Delicate Balance) Edward Albee                                          | Björn Melander    | Stockholms stadsteater       |
| 2006 | Knappestöparen            | Peer Gynt Henrik Ibsen                                                                | Leif Stinnerbom   | Västanå Teater               |
| 2010 | Chefone                   | Aniara Harry Martinson                                                                | Lars Rudolfsson   | Stockholms stadsteater       |
| 2015 | Charley                   | En handelsresandes död (Death of a Salesman) Arthur Miller                            | Björn Runge       | Kulturhuset Stadsteatern     |